# Pidlukî, Velîka Bahacika
Pidlukî (în ucraineană Підлуки) este un sat în comuna Ustîvîțea din raionul Velîka Bahacika, regiunea Poltava, Ucraina.

## Demografie
Componența lingvistică a localității Pidlukî
     Ucraineană (100%)
Conform recensământului din 2001, toată populația localității Pidlukî era vorbitoare de ucraineană (100%).